# Mario Stroeykens
Mario Stroeykens (Arlon, 29 settembre 2004) è un calciatore belga, centrocampista o attaccante dell'Anderlecht.

## Carriera

### Club
Cresciuto nel settore giovanile dell'Anderlecht, il 30 dicembre 2020 ha firmato il primo contratto professionistico con il club belga, valido fino al 2023. Esordisce in prima squadra il 15 gennaio 2021, nella partita di Pro League persa per 2-0 contro l'Eupen; il 1º luglio 2022 prolunga per un'ulteriore stagione il contratto che lo lega ai bianco-malva. Il 9 ottobre seguente segna le prime reti in carriera, marcando una doppietta nell'incontro di campionato vinto per 1-3 contro il Malines.

### Nazionale
Ha giocato nelle nazionali giovanili belghe dall'Under-15 all'Under-21.

## Statistiche

### Presenze e reti nei club
Statistiche aggiornate al 23 marzo 2025.
| Stagione        | Squadra         | Campionato      | Campionato | Campionato | Coppe nazionali | Coppe nazionali | Coppe nazionali | Coppe continentali | Coppe continentali | Coppe continentali | Altre coppe | Altre coppe | Altre coppe | Totale | Totale | Totale |
| Stagione        | Squadra         | Comp            | Pres       | Reti       | Comp            | Pres            | Reti            | Comp               | Pres               | Reti               | Comp        | Pres        | Reti        | Pres   | Reti   |        |
| --------------- | --------------- | --------------- | ---------- | ---------- | --------------- | --------------- | --------------- | ------------------ | ------------------ | ------------------ | ----------- | ----------- | ----------- | ------ | ------ | ------ |
| gen.-giu. 2021  | Anderlecht      | D1              | 3          | 0          | CB              | 1               | 0               | -                  | -                  | -                  | -           | -           | -           | 4      | 0      |        |
| 2021-2022       | Anderlecht      | D1              | 7          | 0          | CB              | 0               | 0               | UECL               | 1                  | 0                  | -           | -           | -           | 8      | 0      |        |
| 2022-2023       | Anderlecht      | D1              | 26         | 4          | CB              | 2               | 1               | UECL               | 13                 | 0                  | -           | -           | -           | 41     | 5      |        |
| 2023-2024       | Anderlecht      | D1              | 38         | 5          | CB              | 2               | 1               | -                  | -                  | -                  | -           | -           | -           | 40     | 6      |        |
| 2024-2025       | Anderlecht      | D1              | 23         | 3          | CB              | 2               | 0               | UEL                | 8                  | 1                  | -           | -           | -           | 33     | 4      |        |
| Totale carriera | Totale carriera | Totale carriera | 97         | 12         |                 | 7               | 2               |                    | 22                 | 1                  |             | -           | -           | 126    | 15     |        |